# NGC 1646-3
NGC 1646-3 is een elliptisch sterrenstelsel in het sterrenbeeld Eridanus. Het hemelobject werd op 30 januari 1786 ontdekt door de Duits-Britse astronoom William Herschel.

## Synoniemen
- PGC 3084954
- 2ZW 22